# Frente Nacional para a Salvação da Líbia
A Frente Nacional para a Salvação da Líbia (FNSL) foi fundada em outubro de 1981, por Muhammad Yusuf al-Magariaf, ex-embaixador da Líbia para a Índia, e defendia a instituição de um  regime democrático com garantias constitucionais, eleições livres, liberdade de imprensa, e separação entre os poderes executivo, legislativo e judicial. O grupo publicava um boletim bimestral denominado "Al Inqadh" (Salvação).

## História
Entre 1982 e 1984, os EUA, então presidido por Ronald Reagan, via a FNSL como um importante aliado contra Muammar al-Gaddafi, e começou a fornecer financiamento, armas e treinamento em bases clandestinas no Chade.
Em 17 de abril de 1984, a FNSL mobilizou seus partidários para um manifestação em frente à Embaixada da Líbia em Londres, durante essa manifestação foram disparados tiros que feriram 11 manifestantes e mataram uma policial britânica, o incidente resultou na ruptura de relações diplomáticas entre a Líbia e o Reino Unido.
Em 8 de maio de 1984, a FNSL, apoiada pela França, pelos EUA e pela inteligência britânica, realizou um ousado ataque ao Palácio Presidencial (Babal Azizia) em Trípoli, que teria resultado em cerca de 80 mortes entre os oficialistas, mas a tentativa de tomada do Palácio presidencial foi derrotada, e nos dias seguintes ao incidente, o Regime Líbio realizou cerca de 2.000 prisões. O incidente também levou a um agravamento do Conflito entre o Chade e a Líbia.
Em 1985, em decorrência da derrubada de Yaffar al Numeiry, o comando da FNSL teve de se retirar do Sudão.
Em março de 1987, Khalifa Hafter, um General do Exército Líbio que foi capturado junto com cerca de 650 de seus comandados durante a Guerra Líbio-Chadiana, e depois de sua captura, juntou-se à FNSL.
Em 1988, a CIA recrutou cerca de 600 ex-militares líbios capturados no Chade, para formar uma força paramilitar associada à FNSL, que passaram a receber treinamento em uma base próxima à Jamena, capital do Chade, dentre eles estava Hafter que lideraria o grupo para-militar da FNSL no futuro.
Em 2 de dezembro de 1990, o governo de Hissène Habré foi derrubado por Idriss Déby, apoiado pelo regime líbio que exigiu que os ex-militares líbios fossem repatriados, mas Déby permitiu que os ex-militares líbios que recebiam treinamento da CIA fossem levados para para o Zaire (país que a partir de 1996 passou a ser denominado como República Democrática do Congo e que na época era um aliado dos Estados Unidos na região), por meio de aviões de transporte norte-americanos, posteriormente o regime líbio conseguiu convencer 250 daqueles ex-militares a retornar ao país, enquanto que os 350 restantes, dentre eles Hafter, foram recebidos como exilados nos Estados Unidos em 1991, onde foram dispersos entre todos os 50 estados norte-americanos.
Em 2005, a FNSL juntou-se à Conferência Nacional para a Oposição da Líbia (CNOL) por um breve período, na tentativa de formar uma frente unida, que durou somente até 2007, devido a diferenças ideológicas. No início de 2011 a FNSL era liderada por Ibrahim Abdulaziz Sahad e teria maior influência na região sul do país.
Em 09 de maio de 2012, foi realizada uma conferência em Bengazi na qual a FNSL foi dissolvida e seus partidários juntaram-se a uma nova organização política denominada Frente Nacional (FN), que elegeu Muhammad Yusuf al-Magariaf como principal dirigente. Na época os dirigentes avaliavam que a FN tinha maior apoio entre os berberes (Amazigues), entre os Tebus e na Cirenaica. Apesar de apoiar a descentralização, a FN mas se opunha fortemente ao federalismo. A FN apresentava-se como um partido liberal e progressista que defendia os direitos das mulheres e sustentava que o julgamento de todas as pessoas envolvidas com o Regime Deposto deveria ocorrer, antes que a reconciliação pudesse acontecer. No campo militar defendia a formação de um exército profissional para proteger as fronteiras e instalações estratégicas .
Nas eleições parlamentares 07 de julho de 2012, conseguiu eleger 3 parlamentares de um total de 80 assentos disputados entre partidos políticos .

## Líderes
- Muhammad Yusuf al-Magariaf, ex-embaixador da Líbia para a Índia, participou da fundação do movimento em outubro de 1981, tendo sido eleito seu Secretário Geral em maio de 1982, cargo que continuou a ocupar até 2001. Em 09 de agosto de 2012, foi eleito presidente do Poder Legislativo na Líbia[12] [13];
- Hwas Ahmad, um dos que estiveram à frente do ataque contra o Palácio Presidencial (Babal Azizia) em Trípoli, em 1984;
- Khalifa Hafter, um ex-General do Exército Líbio que foi capturado junto com cerca de 650 de seus comandados durante a Guerra Líbio-Chadiana, e depois de sua captura, juntou-se à FNSL;
- al-Hadi Shaluf, natural de Zintane, estudou criminologia na Itália e na França;
- Abu-Baker Buera, se graduou nos EUA em gestão estratégica do serviço público, foi professor na Universidade de Gar Younis;
- Mustafa Abu-Shaqoor, professor de física, que viveu e ensinou nos EUA e em Dubai;
- Suliman Abdullah, engenheiro elétrico que manteve ligações com a a Universidade de Kentucky;
- Mansour Mohamed Al-kikhia, professor de geografia[14];
- Giumaa Shawesh, originário de Kabao, representava a FNSL no noroeste do país durante as eleições de 2012[15].

## Ligações Externas
- Página na Internet